# Pont d'Anoia
El pont d'Anoia és un pont de Martorell (Baix Llobregat) sobre el riu Anoia que uneix el nucli antic, anomenat la Vila, a la dreta del riu, amb els barris nous a l'esquerra del riu. La carretera N-2, que uneix Barcelona i Madrid, passa sobre el pont.

## Història
La construcció del primer pont l'autoritzà la reina Maria de Castella, esposa d'Alfons el Magnànim, el 1437. Sembla que era un pont amb pilars de pedra i tauler de fusta. Enllaçava l'actual carrer de Francesc Santacana amb el camí del Pontarró. Calia pagar el pontatge per passar-hi. El 1828 es construí un pont de pedra que substituí l'anterior, però per manca d'una zona sòlida on ancorar l'obra al marge esquerre, es va haver de reconstruir dues vegades en ser arrossegat per riuades els anys 1850 i el 1865.
Amb el replantejament de la carretera a Madrid, que va donar lloc a l'obertura del carrer del Mur, es bastí un nou pont de pedra al lloc actual, molt proper a l'anterior, però la seva vida va ser molt breu doncs una riuada el 20 d'octubre de 1866 el va destruir. El 1899 es va inaugurar un pont metàl·lic, construït per La Maquinista Terrestre i Marítima. El 23 de gener de 1939 les tropes republicanes en retirada el van fer volar, al igual que la resta de ponts de Martorell.
El maig de 1939 el Servicio Militar de Puentes y Caminos va iniciar la construcció d’un nou pont, executat per presoners de guerra, amb estructura de formigó, que encarar subsisteix actualment, tot i que el 1976 va ser modificada profundament.

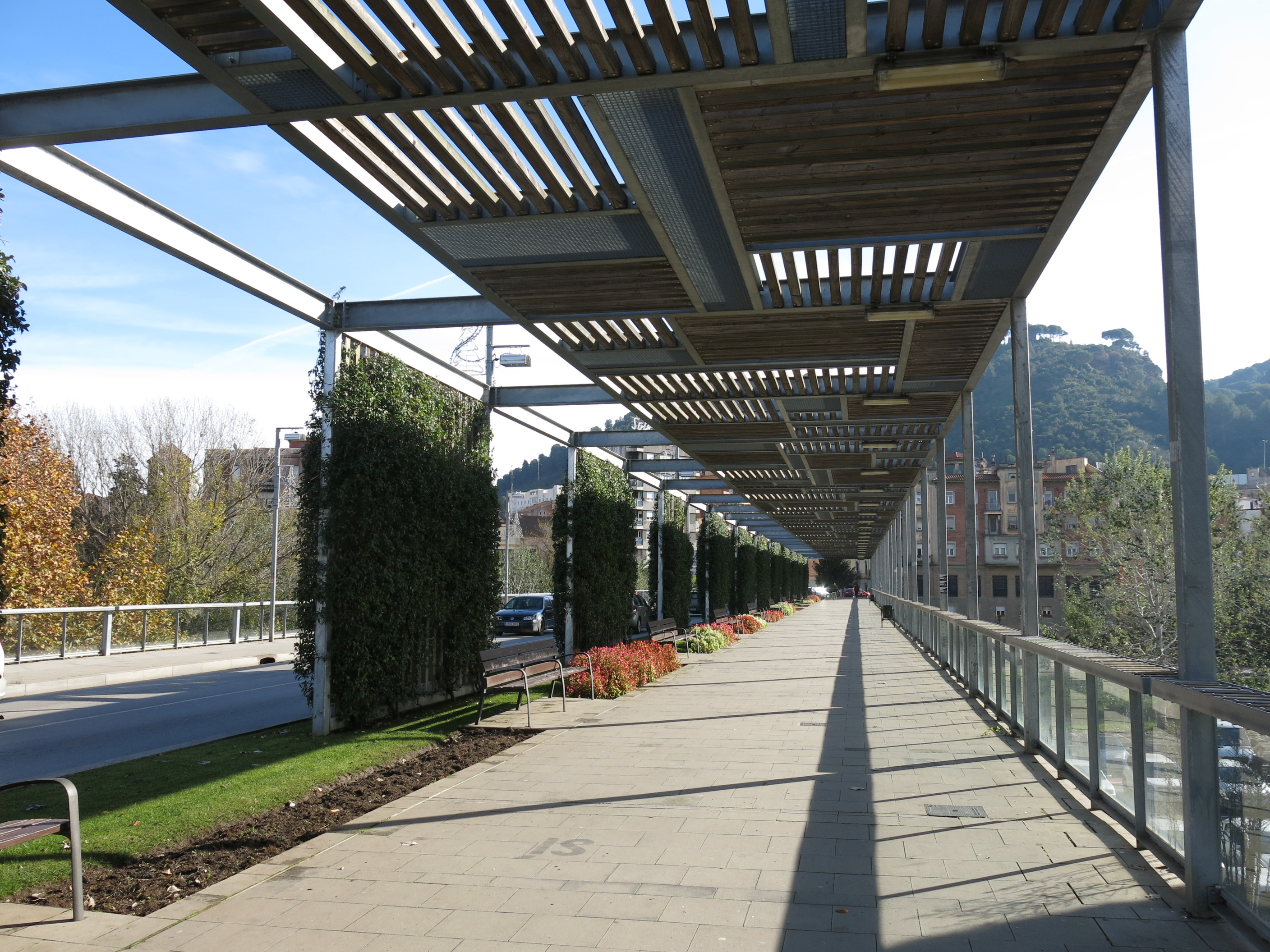
El pont remodelat

El 2009 es va remodelar el pont amb l'eixamplament de les voreres per donar prioritat als vianants, la col·locació de bancs i jardineres i la construcció d'una pèrgola.